# Najbolja obrana NBA sezone
Najbolja obrana NBA sezone je godišnji izbor National Basketball Associationa (NBA) za najbolje obrambene igrače regularnog dijela sezone. Nagradu po izboru dodjeljuju NBA treneri koji daju svoj glas za igrače, ali oni naravno ne smije biti iz njihove momčadi. NBA All-Defensive momčad sastoji se od dvije petorke, svaka po pet mjesta, što ukupno znači 10 mjesta. U glasovanju svaki igrač za prvu petorku dobije dva glasa, dok za drugu petorku dobije jedan glas. Najboljih pet igrača s najvišim brojem glasova izabrano je u prvu petorku, dok su sljedećih pet igrača izabrani u drugu petorku. U slučaju da postoji isti broj glasova između igrača, petorka se proširuje. Nije uvjet da se u petorci moraju nalaziti razigravač, bek šuter, nisko krilo, krilni centar i centar, već se petorka određuje po broju dobivenih glasova. Npr. u 2006. godini u drugoj petorci imali smo 3 krila, jednog centra i jednog beka.
Tim Duncan je rekordnih trinaest puta izabran u NBA All-Defensive momčad dok su Kareem Abdul-Jabbar, Kevin Garnett i Kobe Bryant ostvarili jedanaest nastupa. Michael Jordan, Gary Payton, Garnett i Bryant bili su čak devet puta izabrani u prvu petorku. Scottie Pippen, Bobby Jones i Tim Duncan imaju osam nastupa u prvoj petorci, a Walt Frazier i Dennis Rodman ostvarili su sedam nastupa u prvoj petorci. Hakeem Olajuwon iz Nigerije, Patrick Ewing s Jamajke, Dikembe Mutombo iz Demokratske Republike Kongo, Andrej Kiriljenko iz Rusije, Tim Duncan i Raja Bell s Američkih Djevičanskih otoka su jedini igrači koji su bili izabrani u All-Defensive momčad, a da nisu rođeni ni u jednoj saveznoj državi u SAD-a.

## Pobjednici
|                   | Igrači koji su izabrani u Košarkašku Kuću slavnih                                   |
|                   | Igrači koji su još aktivni                                                          |
| Igrač (x)         | Broj nastupa                                                                        |
| Igrač (boldirano) | Igrači koji su u istoj sezoni bili dobitnici nagrade za obrambenog igrača godine[a] |

| Sezona    | Prva petorka                        | Prva petorka           | Druga petorka                            | Druga petorka          |
| Sezona    | Igrač                               | Klub                   | Igrač                                    | Klub                   |
| --------- | ----------------------------------- | ---------------------- | ---------------------------------------- | ---------------------- |
| 1968./69. | Dave DeBusschere                    | New York Knicks        | Rudy LaRusso                             | San Francisco Warriors |
| 1968./69. | Nate Thurmond                       | San Francisco Warriors | Tom Sanders                              | Boston Celtics         |
| 1968./69. | Bill Russell                        | Boston Celtics         | John Havlicek                            | Boston Celtics         |
| 1968./69. | Walt Frazier                        | New York Knicks        | Jerry West                               | Los Angeles Lakers     |
| 1968./69. | Jerry Sloan                         | Chicago Bulls          | Bill Bridges                             | Atlanta Hawks          |
| 1969./70. | Dave DeBusschere (2)                | New York Knicks        | John Havlicek (2)                        | Boston Celtics         |
| 1969./70. | Gus Johnson                         | Baltimore Bullets      | Bill Bridges (2)                         | Atlanta Hawks          |
| 1969./70. | Willis Reed                         | New York Knicks        | Lew Alcindor [b]                         | Milwaukee Bucks        |
| 1969./70. | Walt Frazier (2)                    | New York Knicks        | Joe Caldwell                             | Atlanta Hawks          |
| 1969./70. | Jerry West (2)                      | Los Angeles Lakers     | Jerry Sloan (2)                          | Chicago Bulls          |
| 1970./71. | Dave DeBusschere (3)                | New York Knicks        | John Havlicek (3)                        | Boston Celtics         |
| 1970./71. | Gus Johnson (2)                     | Baltimore Bullets      | Paul Silas                               | Phoenix Suns           |
| 1970./71. | Nate Thurmond (2)                   | San Francisco Warriors | Lew Alcindor[b] (2)                      | Milwaukee Bucks        |
| 1970./71. | Walt Frazier (3)                    | New York Knicks        | Jerry Sloan (3)                          | Chicago Bulls          |
| 1970./71. | Jerry West (3)                      | Los Angeles Lakers     | Norm Van Lier                            | Cincinnati Royals      |
| 1971./72. | Dave DeBusschere (4)                | New York Knicks        | Paul Silas (2)                           | Phoenix Suns           |
| 1971./72. | John Havlicek (4)                   | Boston Celtics         | Bob Love                                 | Chicago Bulls          |
| 1971./72. | Wilt Chamberlain                    | Los Angeles Lakers     | Nate Thurmond (3)                        | Golden State Warriors  |
| 1971./72. | Jerry West (4)                      | Los Angeles Lakers     | Norm Van Lier (2)                        | Chicago Bulls          |
| 1971./72. | Walt Frazier (4) (izjednačen)       | New York Knicks        | Don Chaney                               | Boston Celtics         |
| 1971./72. | Jerry Sloan (4) (izjednačen)        | Chicago Bulls          | Don Chaney                               | Boston Celtics         |
| 1972./73. | Dave DeBusschere (5)                | New York Knicks        | Paul Silas (3)                           | Phoenix Suns           |
| 1972./73. | John Havlicek (5)                   | Boston Celtics         | Mike Riordan                             | Baltimore Bullets      |
| 1972./73. | Wilt Chamberlain (2)                | Los Angeles Lakers     | Nate Thurmond (4)                        | Golden State Warriors  |
| 1972./73. | Jerry West (5)                      | Los Angeles Lakers     | Norm Van Lier (3)                        | Chicago Bulls          |
| 1972./73. | Walt Frazier (5)                    | New York Knicks        | Don Chaney (2)                           | Boston Celtics         |
| 1973./74. | Dave DeBusschere (6)                | New York Knicks        | Elvin Hayes                              | Capital Bullets        |
| 1973./74. | John Havlicek (6)                   | Boston Celtics         | Bob Love (2)                             | Chicago Bulls          |
| 1973./74. | Kareem Abdul-Jabbar[b] (3)          | Milwaukee Bucks        | Nate Thurmond (5)                        | Golden State Warriors  |
| 1973./74. | Norm Van Lier (4)                   | Chicago Bulls          | Don Chaney (3)                           | Boston Celtics         |
| 1973./74. | Walt Frazier (6) (izjednačen)       | New York Knicks        | Dick Van Arsdale (izjednačen)            | Phoenix Suns           |
| 1973./74. | Jerry Sloan (4) (izjednačen)        | Chicago Bulls          | Jim Price (izjednačen)                   | Los Angeles Lakers     |
| 1974./75. | John Havlicek (7)                   | Boston Celtics         | Elvin Hayes (2)                          | Washington Bullets     |
| 1974./75. | Paul Silas (4)                      | Boston Celtics         | Bob Love (3)                             | Chicago Bulls          |
| 1974./75. | Kareem Abdul-Jabbar[b] (4)          | Milwaukee Bucks        | Dave Cowens                              | Boston Celtics         |
| 1974./75. | Jerry Sloan (5)                     | Chicago Bulls          | Norm Van Lier (5)                        | Chicago Bulls          |
| 1974./75. | Walt Frazier (7)                    | New York Knicks        | Don Chaney (4)                           | Boston Celtics         |
| 1975./76. | Paul Silas (5)                      | Boston Celtics         | Jim Brewer                               | Cleveland Cavaliers    |
| 1975./76. | John Havlicek (8)                   | Boston Celtics         | Jamaal Wilkes                            | Golden State Warriors  |
| 1975./76. | Dave Cowens (2)                     | Boston Celtics         | Kareem Abdul-Jabbar[b] (5)               | Los Angeles Lakers     |
| 1975./76. | Norm Van Lier (6)                   | Chicago Bulls          | Jim Cleamons                             | Cleveland Cavaliers    |
| 1975./76. | Don Watts                           | Seattle SuperSonics    | Phil Smith                               | Golden State Warriors  |
| 1976./77. | Bobby Jones                         | Denver Nuggets         | Jim Brewer (2)                           | Cleveland Cavaliers    |
| 1976./77. | E. C. Coleman                       | New Orleans Jazz       | Jamaal Wilkes (2)                        | Golden State Warriors  |
| 1976./77. | Bill Walton                         | Portland Trail Blazers | Kareem Abdul-Jabbar[b] (6)               | Los Angeles Lakers     |
| 1976./77. | Don Buse                            | Indiana Pacers         | Brian Taylor                             | Kansas City Kings      |
| 1976./77. | Norm Van Lier (7)                   | Chicago Bulls          | Don Chaney (5)                           | Los Angeles Lakers     |
| 1977./78. | Bobby Jones (2)                     | Denver Nuggets         | E.C. Coleman (2)                         | Golden State Warriors  |
| 1977./78. | Maurice Lucas                       | Portland Trail Blazers | Bob Gross                                | Portland Trail Blazers |
| 1977./78. | Bill Walton (2)                     | Portland Trail Blazers | Kareem Abdul-Jabbar*[b] (7) (izjednačen) | Los Angeles Lakers     |
| 1977./78. | Bill Walton (2)                     | Portland Trail Blazers | Artis Gilmore (izjednačen)               | Chicago Bulls          |
| 1977./78. | Lionel Hollins                      | Portland Trail Blazers | Norm Van Lier (8)                        | Chicago Bulls          |
| 1977./78. | Don Buse (2)                        | Phoenix Suns           | Quinn Buckner                            | Milwaukee Bucks        |
| 1978./79. | Bobby Jones (3)                     | Philadelphia 76ers     | Maurice Lucas (2)                        | Portland Trail Blazers |
| 1978./79. | Bob Dandridge                       | Washington Bullets     | M. L. Carr                               | Detroit Pistons        |
| 1978./79. | Kareem Abdul-Jabbar[b] (8)          | Los Angeles Lakers     | Moses Malone                             | Houston Rockets        |
| 1978./79. | Dennis Johnson                      | Seattle SuperSonics    | Lionel Hollins (2)                       | Portland Trail Blazers |
| 1978./79. | Don Buse (3)                        | Phoenix Suns           | Eddie Johnson                            | Atlanta Hawks          |
| 1979./80. | Bobby Jones (4)                     | Philadelphia 76ers     | Scott Wedman                             | Kansas City Kings      |
| 1979./80. | Dan Roundfield                      | Atlanta Hawks          | Kermit Washington                        | Portland Trail Blazers |
| 1979./80. | Kareem Abdul-Jabbar[b] (9)          | Los Angeles Lakers     | Dave Cowens (3)                          | Boston Celtics         |
| 1979./80. | Dennis Johnson (2)                  | Seattle SuperSonics    | Quinn Buckner (2)                        | Milwaukee Bucks        |
| 1979./80. | Don Buse (4) (izjednačen)           | Phoenix Suns           | Eddie Johnson (2)                        | Atlanta Hawks          |
| 1979./80. | Micheal Ray Richardson (izjednačen) | New York Knicks        | Eddie Johnson (2)                        | Atlanta Hawks          |
| 1980./81. | Bobby Jones (5)                     | Philadelphia 76ers     | Dan Roundfield (2)                       | Atlanta Hawks          |
| 1980./81. | Caldwell Jones                      | Philadelphia 76ers     | Kermit Washington (2)                    | Portland Trail Blazers |
| 1980./81. | Kareem Abdul-Jabbar[b] (10)         | Los Angeles Lakers     | George Johnson                           | San Antonio Spurs      |
| 1980./81. | Dennis Johnson (3)                  | Phoenix Suns           | Quinn Buckner (3)                        | Milwaukee Bucks        |
| 1980./81. | Micheal Ray Richardson (2)          | New York Knicks        | Dudley Bradley (izjednačen)              | Indiana Pacers         |
| 1980./81. | Micheal Ray Richardson (2)          | New York Knicks        | Michael Cooper (izjednačen)              | Los Angeles Lakers     |
| 1981./82. | Bobby Jones (6)                     | Philadelphia 76ers     | Larry Bird                               | Boston Celtics         |
| 1981./82. | Dan Roundfield (3)                  | Atlanta Hawks          | Lonnie Shelton                           | Seattle SuperSonics    |
| 1981./82. | Caldwell Jones (2)                  | Philadelphia 76ers     | Jack Sikma                               | Seattle SuperSonics    |
| 1981./82. | Michael Cooper (2)                  | Los Angeles Lakers     | Quinn Buckner (4)                        | Milwaukee Bucks        |
| 1981./82. | Dennis Johnson (4)                  | Phoenix Suns           | Sidney Moncrief                          | Milwaukee Bucks        |
| 1982./83. | Bobby Jones (7)                     | Philadelphia 76ers     | Larry Bird (2)                           | Boston Celtics         |
| 1982./83. | Dan Roundfield (4)                  | Atlanta Hawks          | Kevin McHale                             | Boston Celtics         |
| 1982./83. | Moses Malone (2)                    | Philadelphia 76ers     | Wayne Rollins                            | Atlanta Hawks          |
| 1982./83. | Sidney Moncrief (2)                 | Milwaukee Bucks        | Michael Cooper (3)                       | Los Angeles Lakers     |
| 1982./83. | Dennis Johnson (5) (izjednačen)     | Phoenix Suns           | T. R. Dunn                               | Denver Nuggets         |
| 1982./83. | Maurice Cheeks (izjednačen)         | Philadelphia 76ers     | T. R. Dunn                               | Denver Nuggets         |
| 1983./84. | Bobby Jones (8)                     | Philadelphia 76ers     | Larry Bird (3)                           | Boston Celtics         |
| 1983./84. | Michael Cooper (4)                  | Los Angeles Lakers     | Dan Roundfield (5)                       | Atlanta Hawks          |
| 1983./84. | Wayne Rollins (2)                   | Atlanta Hawks          | Kareem Abdul-Jabbar[b] (11)              | Los Angeles Lakers     |
| 1983./84. | Maurice Cheeks (2)                  | Philadelphia 76ers     | Dennis Johnson (6)                       | Boston Celtics         |
| 1983./84. | Sidney Moncrief (3)                 | Milwaukee Bucks        | T. R. Dunn (2)                           | Denver Nuggets         |
| 1984./85. | Sidney Moncrief (4)                 | Milwaukee Bucks        | Bobby Jones (9)                          | Philadelphia 76ers     |
| 1984./85. | Paul Pressey                        | Milwaukee Bucks        | Danny Vranes                             | Seattle SuperSonics    |
| 1984./85. | Mark Eaton                          | Utah Jazz              | Akeem Olajuwonc                          | Houston Rockets        |
| 1984./85. | Michael Cooper (5)                  | Los Angeles Lakers     | Dennis Johnson (7)                       | Boston Celtics         |
| 1984./85. | Maurice Cheeks (3)                  | Philadelphia 76ers     | T. R. Dunn (3)                           | Denver Nuggets         |
| 1985./86. | Paul Pressey (2)                    | Milwaukee Bucks        | Michael Cooper (6)                       | Los Angeles Lakers     |
| 1985./86. | Kevin McHale (2)                    | Boston Celtics         | Bill Hanzlik                             | Denver Nuggets         |
| 1985./86. | Mark Eaton (2)                      | Utah Jazz              | Manute Bol                               | Washington Bullets     |
| 1985./86. | Sidney Moncrief (5)                 | Milwaukee Bucks        | Alvin Robertson                          | San Antonio Spurs      |
| 1985./86. | Maurice Cheeks (4)                  | Philadelphia 76ers     | Dennis Johnson (8)                       | Boston Celtics         |
| 1986./87. | Kevin McHale (3)                    | Boston Celtics         | Paul Pressey (3)                         | Milwaukee Bucks        |
| 1986./87. | Michael Cooper (7)                  | Los Angeles Lakers     | Rodney McCray                            | Houston Rockets        |
| 1986./87. | Hakeem Olajuwonc (2)                | Houston Rockets        | Mark Eaton (3)                           | Utah Jazz              |
| 1986./87. | Alvin Robertson (2)                 | San Antonio Spurs      | Maurice Cheeks (5)                       | Philadelphia 76ers     |
| 1986./87. | Dennis Johnson (9)                  | Boston Celtics         | Derek Harper                             | Dallas Mavericks       |
| 1987./88. | Kevin McHale (4)                    | Boston Celtics         | Buck Williams                            | New Jersey Nets        |
| 1987./88. | Rodney McCray (2)                   | Houston Rockets        | Karl Malone                              | Utah Jazz              |
| 1987./88. | Hakeem Olajuwon (3)[c]              | Houston Rockets        | Mark Eaton (4) (izjednačen)              | Utah Jazz              |
| 1987./88. | Hakeem Olajuwon (3)[c]              | Houston Rockets        | Patrick Ewing (izjednačen)               | New York Knicks        |
| 1987./88. | Michael Cooper (8)                  | Los Angeles Lakers     | Alvin Robertson (3)                      | San Antonio Spurs      |
| 1987./88. | Michael Jordan                      | Chicago Bulls          | Lafayette Lever                          | Denver Nuggets         |
| 1988./89. | Dennis Rodman                       | Detroit Pistons        | Kevin McHale (5)                         | Boston Celtics         |
| 1988./89. | Larry Nance                         | Cleveland Cavaliers    | A. C. Green                              | Los Angeles Lakers     |
| 1988./89. | Mark Eaton (5)                      | Utah Jazz              | Patrick Ewing (2)                        | New York Knicks        |
| 1988./89. | Michael Jordan (2)                  | Chicago Bulls          | John Stockton                            | Utah Jazz              |
| 1988./89. | Joe Dumars                          | Detroit Pistons        | Alvin Robertson (4)                      | San Antonio Spurs      |
| 1989./90. | Dennis Rodman (2)                   | Detroit Pistons        | Kevin McHale (6)                         | Boston Celtics         |
| 1989./90. | Buck Williams (2)                   | Portland Trail Blazers | Rick Mahorn                              | Philadelphia 76ers     |
| 1989./90. | Hakeem Olajuwon (4)[c]              | Houston Rockets        | David Robinson                           | San Antonio Spurs      |
| 1989./90. | Michael Jordan (3)                  | Chicago Bulls          | Derek Harper (2)                         | Dallas Mavericks       |
| 1989./90. | Joe Dumars (2)                      | Detroit Pistons        | Alvin Robertson (5)                      | Milwaukee Bucks        |
| 1990./91. | Michael Jordan (4)                  | Chicago Bulls          | Joe Dumars (3)                           | Detroit Pistons        |
| 1990./91. | Alvin Robertson (6)                 | Milwaukee Bucks        | John Stockton (2)                        | Utah Jazz              |
| 1990./91. | David Robinson (2)                  | San Antonio Spurs      | Hakeem Olajuwon (5)[c]                   | Houston Rockets        |
| 1990./91. | Dennis Rodman (3)                   | Detroit Pistons        | Scottie Pippen                           | Chicago Bulls          |
| 1990./91. | Buck Williams (3)                   | Portland Trail Blazers | Dan Majerle                              | Phoenix Suns           |
| 1991./92. | Dennis Rodman (4)                   | Detroit Pistons        | Larry Nance (2)                          | Cleveland Cavaliers    |
| 1991./92. | Scottie Pippen (2)                  | Chicago Bulls          | Buck Williams (4)                        | Portland Trail Blazers |
| 1991./92. | David Robinson (3)                  | San Antonio Spurs      | Patrick Ewing (3)                        | New York Knicks        |
| 1991./92. | Michael Jordan (5)                  | Chicago Bulls          | John Stockton (3)                        | Utah Jazz              |
| 1991./92. | Joe Dumars (4)                      | Detroit Pistons        | Micheal Williams                         | Indiana Pacers         |
| 1992./93. | Scottie Pippen (3)                  | Chicago Bulls          | Horace Grant                             | Chicago Bulls          |
| 1992./93. | Dennis Rodman (5)                   | Detroit Pistons        | Larry Nance (3)                          | Cleveland Cavaliers    |
| 1992./93. | Hakeem Olajuwon (6)[c]              | Houston Rockets        | David Robinson (4)                       | San Antonio Spurs      |
| 1992./93. | Michael Jordan (6)                  | Chicago Bulls          | Dan Majerle (2)                          | Phoenix Suns           |
| 1992./93. | Joe Dumars (5)                      | Detroit Pistons        | John Starks                              | New York Knicks        |
| 1993./94. | Scottie Pippen (4)                  | Chicago Bulls          | Dennis Rodman (6)                        | Detroit Pistons        |
| 1993./94. | Charles Oakley                      | New York Knicks        | Horace Grant (2)                         | Chicago Bulls          |
| 1993./94. | Hakeem Olajuwon (7)[c]              | Houston Rockets        | David Robinson (5)                       | San Antonio Spurs      |
| 1993./94. | Gary Payton                         | Seattle SuperSonics    | Nate McMillan                            | Seattle SuperSonics    |
| 1993./94. | Mookie Blaylock                     | Atlanta Hawks          | Latrell Sprewell                         | Golden State Warriors  |
| 1994./95. | Scottie Pippen (5)                  | Chicago Bulls          | Horace Grant (3)                         | Orlando Magic          |
| 1994./95. | Dennis Rodman (6)                   | San Antonio Spurs      | Derrick McKey                            | Indiana Pacers         |
| 1994./95. | David Robinson (6)                  | San Antonio Spurs      | Dikembe Mutombo                          | Denver Nuggets         |
| 1994./95. | Gary Payton (2)                     | Seattle SuperSonics    | John Stockton (4)                        | Utah Jazz              |
| 1994./95. | Mookie Blaylock (2)                 | Atlanta Hawks          | Nate McMillan (2)                        | Seattle SuperSonics    |
| 1995./96. | Scottie Pippen (6)                  | Chicago Bulls          | Horace Grant (4)                         | Orlando Magic          |
| 1995./96. | Dennis Rodman (7)                   | Chicago Bulls          | Derrick McKey (2)                        | Indiana Pacers         |
| 1995./96. | David Robinson (7)                  | San Antonio Spurs      | Hakeem Olajuwon (8)[c]                   | Houston Rockets        |
| 1995./96. | Gary Payton (3)                     | Seattle SuperSonics    | Mookie Blaylock (3)                      | Atlanta Hawks          |
| 1995./96. | Michael Jordan (7)                  | Chicago Bulls          | Bobby Phills                             | Cleveland Cavaliers    |
| 1996./97. | Scottie Pippen (7)                  | Chicago Bulls          | Anthony Mason                            | Charlotte Hornets      |
| 1996./97. | Karl Malone (2)                     | Utah Jazz              | P. J. Brown                              | Miami Heat             |
| 1996./97. | Dikembe Mutombo (2)                 | Atlanta Hawks          | Hakeem Olajuwon (9)[c]                   | Houston Rockets        |
| 1996./97. | Michael Jordan (8)                  | Chicago Bulls          | Mookie Blaylock (4)                      | Atlanta Hawks          |
| 1996./97. | Gary Payton (4)                     | Seattle SuperSonics    | John Stockton (5)                        | Utah Jazz              |
| 1997./98. | Scottie Pippen (8)                  | Chicago Bulls          | Tim Duncan                               | San Antonio Spurs      |
| 1997./98. | Karl Malone (3)                     | Utah Jazz              | Charles Oakley (2)                       | New York Knicks        |
| 1997./98. | Dikembe Mutombo (3)                 | Atlanta Hawks          | David Robinson (8)                       | San Antonio Spurs      |
| 1997./98. | Gary Payton (5)                     | Seattle SuperSonics    | Mookie Blaylock (5)                      | Atlanta Hawks          |
| 1997./98. | Michael Jordan (9)                  | Chicago Bulls          | Eddie Jones                              | Los Angeles Lakers     |
| 1998./99. | Tim Duncan (2)                      | San Antonio Spurs      | P. J. Brown (2)                          | Miami Heat             |
| 1998./99. | Jason Kidd                          | Phoenix Suns           | Theo Ratliff                             | Philadelphia 76ers     |
| 1998./99. | Alonzo Mourning                     | Miami Heat             | Dikembe Mutombo (4)                      | Atlanta Hawks          |
| 1998./99. | Gary Payton (6)                     | Seattle SuperSonics    | Mookie Blaylock (6)                      | Atlanta Hawks          |
| 1998./99. | Karl Malone (4) (izjednačen)        | Utah Jazz              | Eddie Jones (2)                          | Charlotte Hornets      |
| 1998./99. | Scottie Pippen (9) (izjednačen)     | Houston Rockets        |                                          | Charlotte Hornets      |
| 1999./00. | Tim Duncan (3)                      | San Antonio Spurs      | Scottie Pippen (10)                      | Portland Trail Blazers |
| 1999./00. | Kevin Garnett                       | Minnesota Timberwolves | Clifford Robinson                        | Phoenix Suns           |
| 1999./00. | Alonzo Mourning (2)                 | Miami Heat             | Shaquille O'Neal                         | Los Angeles Lakers     |
| 1999./00. | Gary Payton (7)                     | Seattle SuperSonics    | Eddie Jones (3)                          | Charlotte Hornets      |
| 1999./00. | Kobe Bryant                         | Los Angeles Lakers     | Jason Kidd (2)                           | Phoenix Suns           |
| 2000./01. | Tim Duncan (4)                      | San Antonio Spurs      | Bruce Bowen                              | Miami Heat             |
| 2000./01. | Kevin Garnett (2)                   | Minnesota Timberwolves | P. J. Brown (3)                          | Charlotte Hornets      |
| 2000./01. | Dikembe Mutombo (5)                 | Philadelphia 76ers     | Shaquille O'Neal (2)                     | Los Angeles Lakers     |
| 2000./01. | Gary Payton (8)                     | Seattle SuperSonics    | Kobe Bryant (2)                          | Los Angeles Lakers     |
| 2000./01. | Jason Kidd (3)                      | Phoenix Suns           | Doug Christie                            | Sacramento Kings       |
| 2001./02. | Tim Duncan (5)                      | San Antonio Spurs      | Bruce Bowen (2)                          | San Antonio Spurs      |
| 2001./02. | Kevin Garnett (3)                   | Minnesota Timberwolves | Clifford Robinson (2)                    | Detroit Pistons        |
| 2001./02. | Ben Wallace                         | Detroit Pistons        | Dikembe Mutombo (6)                      | Philadelphia 76ers     |
| 2001./02. | Gary Payton (9)                     | Seattle SuperSonics    | Kobe Bryant (3)                          | Los Angeles Lakers     |
| 2001./02. | Jason Kidd (4)                      | New Jersey Nets        | Doug Christie (2)                        | Sacramento Kings       |
| 2002./03. | Tim Duncan (6)                      | San Antonio Spurs      | Ron Artest                               | Indiana Pacers         |
| 2002./03. | Kevin Garnett (4)                   | Minnesota Timberwolves | Bruce Bowen (3)                          | San Antonio Spurs      |
| 2002./03. | Ben Wallace (2)                     | Detroit Pistons        | Shaquille O'Neal (3)                     | Los Angeles Lakers     |
| 2002./03. | Doug Christie (3)                   | Sacramento Kings       | Jason Kidd (5)                           | New Jersey Nets        |
| 2002./03. | Kobe Bryant (4)                     | Los Angeles Lakers     | Eric Snow                                | Philadelphia 76ers     |
| 2003./04. | Ron Artest (2)                      | Indiana Pacers         | Andrej Kiriljenko                        | Utah Jazz              |
| 2003./04. | Kevin Garnett (5)                   | Minnesota Timberwolves | Tim Duncan (7)                           | San Antonio Spurs      |
| 2003./04. | Ben Wallace (3)                     | Detroit Pistons        | Theo Ratliff (2)                         | Portland Trail Blazers |
| 2003./04. | Bruce Bowen (4)                     | San Antonio Spurs      | Doug Christie (4)                        | Sacramento Kings       |
| 2003./04. | Kobe Bryant (5)                     | Los Angeles Lakers     | Jason Kidd (6)                           | New Jersey Nets        |
| 2004./05. | Ben Wallace (4)                     | Detroit Pistons        | Tayshaun Prince                          | Detroit Pistons        |
| 2004./05. | Kevin Garnett (6)                   | Minnesota Timberwolves | Marcus Camby                             | Denver Nuggets         |
| 2004./05. | Bruce Bowen (5)                     | San Antonio Spurs      | Chauncey Billups                         | Detroit Pistons        |
| 2004./05. | Tim Duncan (8)                      | San Antonio Spurs      | Andrej Kiriljenko (2)                    | Utah Jazz              |
| 2004./05. | Larry Hughes                        | Washington Wizards     | Jason Kidd (7) (izjednačen)              | New Jersey Nets        |
| 2004./05. | Larry Hughes                        | Washington Wizards     | Dwyane Wade (izjednačen)                 | Miami Heat             |
| 2005./06. | Bruce Bowen (6)                     | San Antonio Spurs      | Tim Duncan (9)                           | San Antonio Spurs      |
| 2005./06. | Ben Wallace (5)                     | Detroit Pistons        | Chauncey Billups (2)                     | Detroit Pistons        |
| 2005./06. | Andrej Kiriljenko (3)               | Utah Jazz              | Kevin Garnett (7)                        | Minnesota Timberwolves |
| 2005./06. | Ron Artest (3)                      | Indiana Pacers         | Marcus Camby (2)                         | Denver Nuggets         |
| 2005./06. | Kobe Bryant (6) (izjednačen)        | Los Angeles Lakers     | Tayshaun Prince (2)                      | Detroit Pistons        |
| 2005./06. | Jason Kidd (7) (izjednačen)         | New Jersey Nets        | Tayshaun Prince (2)                      | Detroit Pistons        |
| 2006./07. | Bruce Bowen (7)                     | San Antonio Spurs      | Ben Wallace (6)                          | Chicago Bulls          |
| 2006./07. | Tim Duncan (10)                     | San Antonio Spurs      | Kirk Hinrich                             | Chicago Bulls          |
| 2006./07. | Marcus Camby (3)                    | Denver Nuggets         | Jason Kidd (8)                           | New Jersey Nets        |
| 2006./07. | Kobe Bryant (7)                     | Los Angeles Lakers     | Tayshaun Prince (3)                      | Detroit Pistons        |
| 2006./07. | Raja Bell                           | Phoenix Suns           | Kevin Garnett (8)                        | Minnesota Timberwolves |
| 2007./08. | Kevin Garnett (9)                   | Boston Celtics         | Shane Battier                            | Houston Rockets        |
| 2007./08. | Kobe Bryant (8)                     | Los Angeles Lakers     | Chris Paul                               | New Orleans Hornets    |
| 2007./08. | Marcus Camby (4)                    | Denver Nuggets         | Dwight Howard                            | Orlando Magic          |
| 2007./08. | Bruce Bowen (8)                     | San Antonio Spurs      | Tayshaun Prince (4)                      | Detroit Pistons        |
| 2007./08. | Tim Duncan (11)                     | San Antonio Spurs      | Raja Bell (2)                            | Phoenix Suns           |
| 2008./09. | Dwight Howard (2)                   | Orlando Magic          | Tim Duncan (12)                          | San Antonio Spurs      |
| 2008./09. | Kobe Bryant (9)                     | Los Angeles Lakers     | Dwyane Wade (2)                          | Miami Heat             |
| 2008./09. | LeBron James                        | Cleveland Cavaliers    | Rajon Rondo                              | Boston Celtics         |
| 2008./09. | Chris Paul (2)                      | New Orleans Hornets    | Shane Battier (2)                        | Houston Rockets        |
| 2008./09. | Kevin Garnett (10)                  | Boston Celtics         | Ron Artest (4)                           | Houston Rockets        |
| 2009./10. | Dwight Howard (3)                   | Orlando Magic          | Tim Duncan (13)                          | San Antonio Spurs      |
| 2009./10. | Rajon Rondo (2)                     | Boston Celtics         | Dwyane Wade (3)                          | Miami Heat             |
| 2009./10. | LeBron James (2)                    | Cleveland Cavaliers    | Josh Smith                               | Atlanta Hawks          |
| 2009./10. | Kobe Bryant (10)                    | Los Angeles Lakers     | Anderson Varejao                         | Cleveland Cavaliers    |
| 2009./10. | Gerald Wallace                      | Charlotte Bobcats      | Thabo Sefolosha                          | Oklahoma City Thunder  |
| 2010./11. | Dwight Howard (4)                   | Orlando Magic          | Tony Allen                               | Memphis Grizzlies      |
| 2010./11. | Rajon Rondo (3)                     | Boston Celtics         | Chris Paul (3)                           | New Orleans Hornets    |
| 2010./11. | LeBron James (3)                    | Miami Heat             | Tyson Chandler                           | Dallas Mavericks       |
| 2010./11. | Kobe Bryant (11)                    | Los Angeles Lakers     | Andre Iguodala                           | Philadelphia 76ers     |
| 2010./11. | Kevin Garnett (11)                  | Boston Celtics         | Joakim Noah                              | Chicago Bulls          |

Napomene
- a  Nagrada za obrambemog igrača godine osnovana je 1983.
- b  Prije sezone 1971./72. Lew Alcindor je promijenio ime u Kareem Abdul-Jabbar
- c  Kada je Olajuwon došao u SAD, sveučilište koje je pohađao mu je ime pisalo Akeem, a 9. ožujka 1991. Olajuwon je objavio da mu je ime Hakeem, a ne Akeem